# Miguel Murillo (judoka)
Miguel Murillo Salazar  (ur. 29 września 1993) – kostarykański judoka. Olimpijczyk z Rio de Janeiro 2016, gdzie zajął siedemnaste miejsce w wadze lekkiej.
Siódmy na mistrzostwach panamerykańskich w 2016 roku.

## Letnie Igrzyska Olimpijskie 2016
| Konkurencja | II runda           | Klas. końcowa |
| Konkurencja | Przeciwnik         | Miejsce       |
| ----------- | ------------------ | ------------- |
| 73 kg       | Shōhei Ōno (JPN) P | 17.           |